# Gamze Bulut
Gamze Bulut (Eskişehir, 3 agosto 1992) è una mezzofondista e siepista turca.
Ai Giochi olimpici di Londra 2012 vinse la medaglia d'argento nei 1500 metri piani, ma a causa di irregolarità nel passaporto biologico le vennero successivamente annullati tutti i risultati ottenuti dal 20 luglio 2011 al 2016.

## Palmarès
| Anno | Manifestazione   | Sede       | Evento          | Risultato | Prestazione | Note  |
| ---- | ---------------- | ---------- | --------------- | --------- | ----------- | ----- |
| 2009 | Mondiali allievi | Bressanone | 2000 m siepi    | Batteria  | 7'09"89     |       |
| 2012 | Europei          | Helsinki   | 1500 m piani    | dq        | 4'06"04     | [ 2 ] |
| 2012 | Giochi olimpici  | Londra     | 1500 m piani    | dq        | 4'10"40     | [ 3 ] |
| 2013 | Europei under 23 | Tampere    | 5000 m piani    | dq        | 15'45"03    | [ 2 ] |
| 2014 | Mondiali indoor  | Sopot      | 1500 m piani    | dq        | 4'08"24     |       |
| 2014 | Europei          | Zurigo     | 1500 m piani    | dq        | 4'18"28     |       |
| 2014 | Europei          | Zurigo     | 5000 m piani    | dq        | 15'44"73    |       |
| 2024 | Europei di cross | Antalya    | Staffetta mista | 8ª        | 19'04"      |       |

## Altre competizioni internazionali
2009
- Bronzo al Festival olimpico della gioventù europea ( Tampere), 2000 m siepi - 6'50"24
- Oro ai Campionati balcanici juniores di atletica leggera ( Grecia), 3000 m siepi